# 선동가

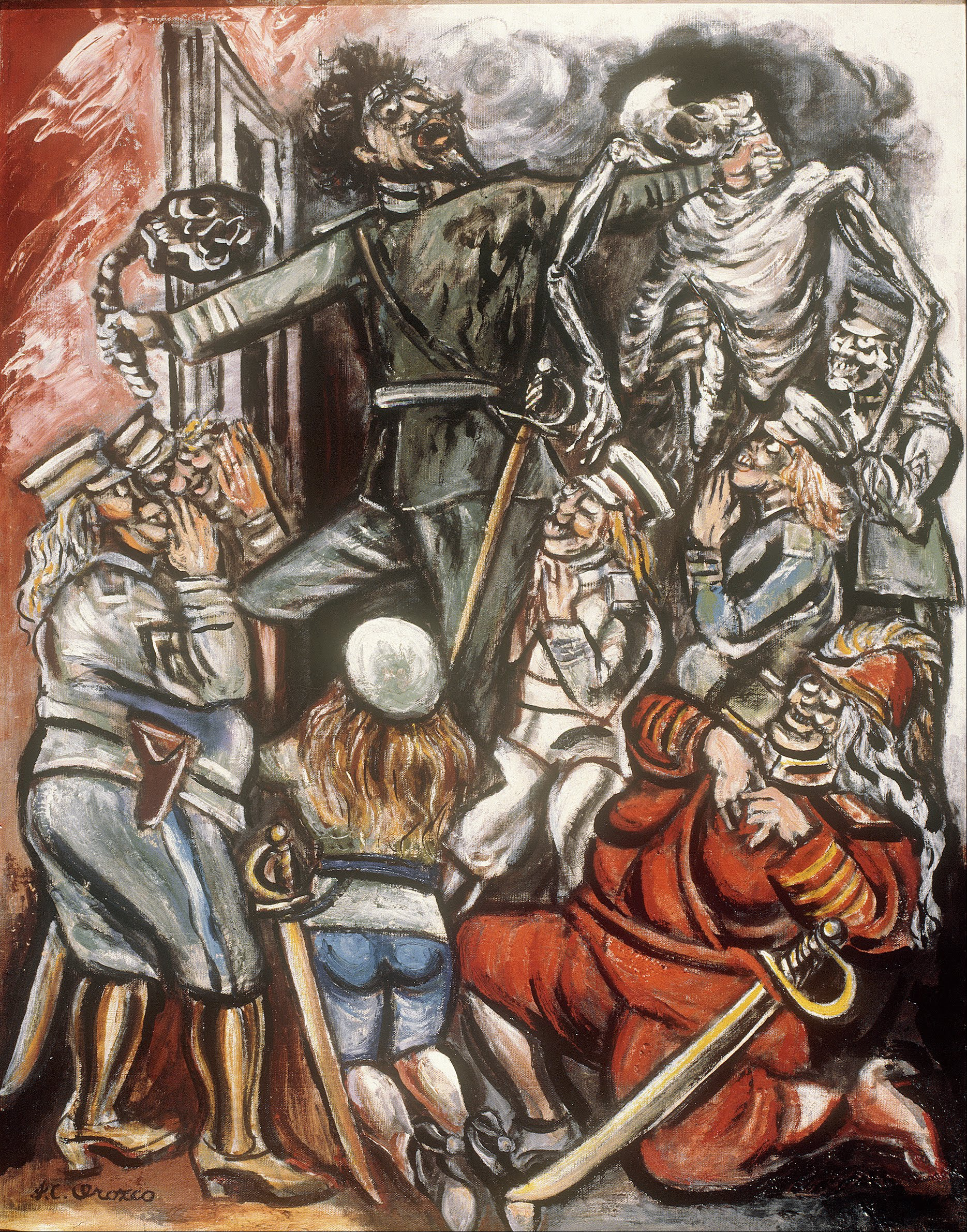
호세 클레멘테 오로스코의 그림 '선동가'

선동가 또는 폭도 선동가는 민주주의 국가의 정치 지도자로, 대중의 열정을 자극하는 연설, 즉 감정에 호소하여 외부 집단을 희생양 삼고, 두려움을 조장하기 위해 위험을 과장하며, 감정적 효과를 위해 거짓말을 하거나, 이성적인 숙고를 억누르고 광적인 인기를 부추기는 기타 수사학적 기법을 통해 엘리트에 대항하여 일반 대중을 선동함으로써 인기를 얻는 사람이다. 선동가들은 기존 정치 행위의 규범을 뒤엎거나 그렇게 하겠다고 약속하거나 위협한다.:32–38
역사학자 라인하르트 루틴은 선동가를 "웅변, 아첨, 비난에 능숙한 정치인; 중요한 문제 논의를 회피하며; 모두에게 모든 것을 약속하고; 대중의 이성보다는 열정에 호소하며; 인종, 종교, 계급 편견을 조장하는 사람—원칙에 의지하지 않고 권력을 탐하여 대중의 지배자가 되려 하는 사람. 그는 수세기 동안 '민중의 사람'이라는 직업을 실천해왔다. 그는 서구 문명 자체만큼이나 오래된 정치적 전통의 산물이다."라고 정의했다.:3
선동가들은 고대 아테네 이래로 민주주의 국가에 나타났다. 선동가들은 민주주의의 근본적인 약점을 이용한다: 궁극적인 권력이 국민에게 있기 때문에, 국민이 인구의 상당 부분에서 가장 낮은 공통 분모에 호소하는 사람에게 그 권력을 줄 수 있다.:31–71 선동가들은 보통 위기에 대처하기 위해 즉각적이고 강제적인 조치를 옹호하는 동시에 온건하고 사려 깊은 반대자들을 약하거나 불충하다고 비난한다. 고위 행정직에 선출된 많은 선동가들은 행정권에 대한 헌법적 제한을 해체하고 자신들의 민주주의를 독재로 전환하려 했으며, 때로는 성공하기도 했다.

## 역사와 단어의 정의
| “ |  | ” |

선동가(demagogue)는 원래 일반 대중의 지도자를 지칭하는 용어로, 고대 그리스에서 부정적인 의미 없이 처음 만들어졌지만, 결국 아테네 민주주의에서 때때로 나타나는 문제를 일으키는 종류의 지도자를 의미하게 되었다. 민주주의가 일반 대중에게 권력을 주었음에도 불구하고, 선거는 여전히 숙고와 예의를 중시하는 귀족 계급에게 유리한 경향이 있었다. 선동가들은 하류 계급에서 출현한 새로운 종류의 지도자였다. 선동가들은 끈질기게 행동, 보통 폭력적인 행동을 즉시 그리고 숙고 없이 옹호했다.
"선동가"라는 용어는 조작적이고 해로우며 편협하다고 인식되는 지도자들을 비하하는 데 사용되어 왔다.:32–38 그러나 선동가를 구분하는 특징은 화자가 특정 정치 지도자를 지지하는지 반대하는지와는 독립적으로 정의될 수 있다.:32–38 선동가는 민주적 권력을 얻거나 유지하는 방식에 따라 정의된다: 민주주의에서 하류 계층과 교육 수준이 낮은 사람들의 열정을 무모하거나 폭력적인 행동으로 부추기고, 법치주의와 같은 확립된 민주적 제도를 파괴하는 방식으로.:32–38 제임스 페니모어 쿠퍼는 1838년에 선동가의 네 가지 근본적인 특징을 식별했다::32–38
- 그들은 자신을 엘리트에 반대하는 평민으로 자처한다.
- 그들의 정치는 대중과의 본능적인 유대감에 의존하며, 이는 일반적인 정치적 인기를 훨씬 능가한다.
- 그들은 이러한 유대감과 그로 인한 폭발적인 인기를 자신의 이익과 야망을 위해 조작한다.
- 그들은 확립된 행동 규칙, 제도, 심지어 법률을 위협하거나 노골적으로 위반한다.

그들의 방법은 선동술 또는 선동으로 알려져 있다. 선동술의 핵심 특징은 열정을 통한 설득으로, 이성적인 숙고와 대안 고려를 막는 것이다. 민주주의에서 많은 정치인들이 인기 유지를 위해 진실, 미묘함 또는 장기적인 우려를 때때로 약간 희생하지만, 선동가들은 이러한 일들을 끊임없이 자제 없이 행한다. 선동가들은 "이성보다는 열정, 편견, 편협, 무지에 영합한다."
오스트리아의 언어철학자이자 정치학자인 폴 자일러-블라시츠는 포퓰리즘과 선동술을 구분하며, "[포퓰리즘과 선동술을 구별하는 핵심 측면은 정치에서 선동가가 상당한 체계적 동원력을 가지고 있으며, 이는 민주주의에 심각한 위협이 된다는 점이다."라고 주장한다. 그는 정치적 실천에서 선동술의 명확한 징후는 "개인, 정당, 정치 프로그램이 하나의 선도적인 인물 속에서 과도한 동일시와 과도한 개인화로 합쳐질 때"라고 주장한다.

## 선동가의 역사와 특징
| “ |  | ” |

선동가들은 아테네에서 오늘날에 이르기까지 민주주의 국가에서 권력을 잡았다. 많은 선동가들이 독특하고 다채로운 개성을 가지고 있지만, 그들이 사용하는 심리적 전술은 역사 내내 비슷했다(아래 방법 참조).
종종 최초의 선동가로 여겨지는 아테네의 클레온은 주로 그의 통치 잔혹성과 아테네 민주주의의 거의 파괴를 야기한 것으로 기억되는데, 이는 귀족 엘리트의 온건한 관습을 무시하라는 그의 "평민"적 호소에서 비롯되었다.:40–51 현대의 선동가로는 아돌프 히틀러, 베니토 무솔리니, 휴이 롱, 파더 코플린, 조지프 매카시 등이 있으며, 이들 모두 클레온과 같은 방식으로 대중적 추종 세력을 구축했다: 그 시대 귀족 엘리트들의 관습과 규범에 대항하여 대중의 열정을 자극함으로써.:32–38 고대와 현대 모두 쿠퍼의 네 가지 기준, 즉 평민을 대변한다고 주장하고, 그들 사이에서 강렬한 열정을 유발하며, 그러한 반응을 이용하여 권력을 잡고, 확립된 정치 행위 규칙을 위반하거나 적어도 위협한다는 기준을 충족하지만, 각기 다른 방식으로 그렇게 했다.:32–38
선동가들은 종종 사회의 하류층과 교육 수준이 낮은 사람들을 이용했다. 민주주의는 모든 사람의 자유와 정부 권력에 대한 대중의 통제를 보장하도록 설계되었지만, 선동가들은 대중의 지지를 이용하여 이러한 자유와 법률 자체를 훼손함으로써 권력을 얻는다.:38–40 그리스 역사가 폴리비오스는 민주주의가 선동가에 의해 필연적으로 파괴된다고 생각했다. 그는 모든 민주주의가 결국 "폭력과 강압의 정부"로 변질되어 "혼란스러운 집회, 학살, 추방"으로 이어진다고 말했다.:38–40
일반적인 통념은 민주주의와 파시즘을 반대되는 것으로 보지만, 고대 정치 이론가들은 민주주의가 극단적인 포퓰리즘 정부로 이어지는 타고난 경향을 가지고 있으며 선동가에게 권력을 얻을 이상적인 기회를 제공한다는 것을 이해했다. 이보 모슬리는 전체주의 정권이 무제한적인 대중 민주주의의 논리적 결과일 수 있다고 주장했다.

### 감성적인 웅변과 개인적인 카리스마
많은 선동가들은 연설 중에 청중의 감정을 깊이 움직이고 높이 끌어올리는 놀라운 기술을 보여주었다. 때로는 탁월한 언변 덕분이었고, 때로는 개인적인 카리스마 덕분이었으며, 때로는 둘 다였다.
히틀러는 종종 연설을 느리고 낮은 울림 있는 목소리로 시작하여, 제1차 세계 대전 참전 후 빈곤했던 삶, 전후 독일의 혼란과 굴욕 속에서 겪었던 고통, 그리고 조국을 재건하겠다는 결심을 이야기했다. 점차 그는 연설의 어조와 속도를 높여가며, 볼셰비키, 유대인, 체코인, 폴란드인 등 자신의 길을 가로막는다고 생각하는 집단에 대한 증오를 절규하는 클라이맥스로 마무리했다—그들을 조롱하고, 비웃고, 모욕하고, 파괴를 위협하면서. 보통 이성적인 사람들도 히틀러가 청중과 형성한 기묘한 교감에 사로잡혀, 그의 마법에 걸린 동안에는 가장 명백한 거짓말과 허튼소리까지 믿게 되었다. 히틀러는 이러한 언어 및 웅변 기술을 타고나지 않았다; 그는 길고 의도적인 연습을 통해 습득했다.
더 평범한 달변가 선동가는 흑인 비하 발언을 일삼던 제임스 킴블 바더만(미시시피 주지사 1904–1908, 상원의원 1913–1919)이었는데, 그는 웅변 재능과 다채로운 언어 덕분에 반대자들에게서도 존경을 받았다. 한 예로, 시어도어 루스벨트가 흑인들을 백악관 만찬에 초대한 것에 대한 반응이다: "테디가 흑인들을 백악관으로 데려가게 하라. 나는 고대 건물의 벽이 썩은 시체에서 나오는 악취로 너무 포화되어 침 벌레조차 질식하지 않으려면 돔 위로 기어 올라가야 한다 해도 신경 쓰지 않을 것이다." 바더만의 연설은 내용이 거의 없었다; 그는 숙고적인 자리에서도 의례적인 스타일로 말했다. 그의 연설은 주로 그의 개인적인 매력, 매력적인 목소리, 그리고 우아한 전달 방식을 위한 수단으로 작용했다.
선동가들의 카리스마와 감성적인 웅변은 종종 언론의 반대에도 불구하고 그들이 선거에서 승리하는 것을 가능하게 했다. 뉴스 미디어는 유권자들에게 정보를 제공하며, 종종 그 정보는 선동가에게 해롭다. 선동적인 웅변은 사람들의 주의를 분산시키고, 즐겁게 하며, 매료시켜 추종자들의 관심을 선동가의 통상적인 거짓말, 권력 남용, 깨진 약속의 역사에서 멀어지게 한다. 라디오의 등장은 20세기 많은 선동가들의 언변 능력이 신문의 활자 매체를 압도하는 것을 가능하게 했다.:309–314

## 전술
선동가들이 대중의 감정을 조작하고 군중을 선동하기 위해 역사 내내 사용해 온 여러 가지 일반적인 전술이 있다. 모든 선동가가 이 모든 방법을 사용하는 것은 아니며, 두 명의 선동가가 정확히 동일한 방법을 사용하여 인기와 충성심을 얻는 것도 아니다. 심지어 일반적인 정치인들도 가끔 이러한 기술 중 일부를 사용한다; 감정을 전혀 자극하지 못하는 정치인은 선출될 희망이 거의 없을 것이다. 이러한 기술들이 공통적으로 가지고 있는 것, 그리고 선동가들이 그것들을 사용하는 방식과 구별되는 점은 압도적인 열정을 불러일으켜 이성적인 숙고를 방해하려는 그들의 일관된 의도이다.
선동가와 대조적으로, 정치인의 일반적인 수사학은 "흥분시키기보다는 진정시키고, 분열시키기보다는 화해시키며, 아첨하기보다는 가르치는 것"을 추구한다.

### 희생양 삼기
가장 기본적인 선동적 기법은 희생양: 내집단의 문제를 외집단, 주로 다른 민족, 종교 또는 사회 계층의 탓으로 돌리는 것이다. 예를 들어, 매카시는 미국의 모든 문제가 "공산주의 전복"에서 비롯되었다고 주장했다. 데니스 커니는 캘리포니아 노동자들의 모든 문제를 중국인 이민자들의 탓으로 돌렸다. 히틀러는 제1차 세계 대전에서 독일의 패배뿐만 아니라 그 이후의 경제적 문제에 대해서도 유대인을 비난했다. 이것이 그의 호소의 핵심이었다: 많은 사람들이 히틀러를 좋아하는 유일한 이유는 그가 유대인에 반대했기 때문이라고 말했다. 유대인에게 책임을 전가하는 것은 히틀러에게 내셔널리즘과 단결을 강화할 수 있는 방법을 제공했다.
희생양으로 지목된 계층에 대해 제기된 주장은 선동가와 희생양 계층, 그리고 선동가가 이용하는 위기의 본질에 관계없이 대부분 동일하다. "우리"는 "진정한" 이며, "그들", 즉 은 "우리" 평민들을 속였고 "우리"에게 정당하게 속하는 부를 가지고 퇴폐적인 사치를 누리고 있다. "그들"은 장악을 음모하고 있으며, 지금은 빠르게 권력을 잡고 있거나 이미 은밀히 나라를 운영하고 있다. "그들"은 비인간적이고, "우리"의 딸들을 유혹하거나 강간할 성 도착자이며, "우리"가 "그들"을 당장 추방하거나 말살하지 않으면 파멸이 코앞에 와 있다.

### 공포 조장
많은 선동가들은 청중에게 두려움을 불러일으켜 그들을 행동으로 이끌고 숙고를 막음으로써 권력을 잡았다. 예를 들어, 강간에 대한 두려움은 쉽게 불러일으킬 수 있다. "쇠스랑 벤" 벤 틸먼의 수사학은 백인 여성들이 길가에 숨어 있는 흑인 남성들에게 강간당하는 상상 속 장면을 묘사할 때 가장 생생했다. 그는 흑인 남성들을 백인 여성을 강간하는 것을 좋아하는 타고난 "성격적 약점"을 가진 존재로 묘사했다. 틸먼은 1890년 사우스캐롤라이나 주지사로 선출되었고, 1895년부터 1918년까지 반복해서 상원의원으로 선출되었다.
9·11 테러 이후, 테러와 국가 안보는 중요한 정치적 문제가 되었다. 2004년 민주당이 의회 통제권을 잃은 후, 전 미국 대통령 빌 클린턴은 "사람들이 불안감을 느낄 때, 약하고 옳은 사람보다 강하고 틀린 사람을 더 좋아한다"고 말했다. 클린턴의 경구는 나중에 도널드 트럼프의 정치적 전술이 성공한 이유와 민주당이 관련 선거에서 더 잘할 수 있는 방법을 설명하는 데 적용되었다.

### 거짓말
선동가들은 일반적으로 청중에게 감정적인 영향을 미치기 위해 단어를 선택하며, 사실 여부나 잠재적 위험에는 아랑곳하지 않는다. 선동가들은 기회주의적이며, 논란을 일으키고 대중의 에너지를 북돋을 만한 것이라면 무엇이든 말한다. 다른 선동가들은 그들이 말하는 허위를 믿을 수도 있다.
만약 하나의 거짓말이 통하지 않으면, 선동가는 종종 더 많은 거짓말을 추가한다. 조지프 매카시는 미국 공산당원 205명의 명단을 가지고 있으며, 그들이 미국 국무부에서 일하고 있다고 주장했다. 그러다가 그는 "당원증 소지 공산주의자"가 57명이라고 발표했다. 이름을 대라고 압력을 받자, 매카시는 자신에게 기록이 없지만, 국무장관에게 해고가 승인된 공산주의자가 "대략" 300명이며 "대략" 80명이 실제로 해고되었다고 "절대적으로" 알고 있다고 말했다. 매카시는 국무부에서 공산주의자를 한 명도 찾지 못했다.:282–283

### 상대방을 나약하고 불충하다고 비난하기
아테네의 클레온은 그 이후에 등장한 많은 선동가들과 마찬가지로, 힘을 과시하기 위해 끊임없이 잔인함을 옹호했으며, 연민은 적에게 이용당할 약점의 징표일 뿐이라고 주장했다. "인간 본성의 일반적인 규칙은 사람들이 자신을 잘 대우하는 자를 경멸하고 양보하지 않는 자를 존경한다는 것이다." 전날 미틸레네 주민 전체를 학살하고 노예로 삼기 위해 보냈던 배들을 철수시킬지 여부에 대한 미틸레네 논쟁에서 그는 토론 자체에 반대하며, 이를 게으르고 약하며 지적인 쾌락으로 특징지었다: "연민을 느끼고, 영리한 주장을 듣는 즐거움에 사로잡히고, 품위의 주장을 듣는 세 가지는 제국주의적 권력의 이익에 전적으로 반대되는 것이다.":40–51
자신의 주장에 대한 증거 부족을 무마하기 위해, 조 매카시는 자신에게 반대하는 사람은 누구든 공산주의 동조자라고 끊임없이 암시했다. G.M. 길버트는 이러한 수사학을 "나는 공산주의에 반대한다; 당신은 나에게 반대한다; 따라서 당신은 공산주의자임에 틀림없다"고 요약했다.

### 불가능한 것을 약속하기
또 다른 근본적인 선동적 기술은 사무실에 일단 들어가면 약속을 지킬 의도 없이, 또는 어떻게 성취될지에 대한 고려 없이 단순히 청중에게 감정적인 효과를 위해 약속하는 것이다. 선동가들은 이러한 헛된 약속들을 간단하고 연극적으로 표현하지만, 보통 불가능하기 때문에 어떻게 그것들을 달성할 것인지에 대해서는 극도로 모호하게 남는다. 예를 들어, 휴이 롱은 자신이 대통령으로 당선되면 모든 가정이 집, 자동차, 라디오, 그리고 연간 2,000달러를 가질 것이라고 약속했다. 그는 그것을 어떻게 실현할 것인지에 대해서는 모호했지만, 사람들은 여전히 그의 부의 공유 클럽에 가입했다.:266 또 다른 종류의 공허한 선동적 약속은 모든 사람을 부자로 만들거나 "모든 문제를 해결"하는 것이다. 캐나다에서 사업가로 성공한 이력을 바탕으로 알려지지 않은 "이단아"로 출마한 폴란드 선동가 스타니스와프 티민스키는 노동자, 특히 광부와 제철 노동자들의 경제적 어려움을 이용하며 "즉각적인 번영"을 약속했다. 티민스키는 1990년 대통령 선거에서 레흐 바웬사를 거의 물리치고 결선 투표를 강요했다.

### 폭력 조장 및 물리적 위협 사용
선동가들은 종종 지지자들 사이의 충성심을 굳히고 사람들이 자신에게 반대하는 발언이나 투표를 단념시키거나 물리적으로 막기 위해 지지자들에게 폭력적으로 상대방을 위협하도록 부추겼다. "쇠스랑 벤" 틸먼은 주로 폭력과 위협을 통해 미국 상원에 반복해서 재선되었다. 그는 린치 폭도들을 지지하는 발언을 했고, 1895년 사우스캐롤라이나 헌법을 통해 대부분의 흑인 유권자들의 참정권을 박탈했다. 히틀러는 나의 투쟁에서 물리적 위협이 대중을 움직이는 효과적인 방법이라고 썼다. 히틀러는 집회에서 의도적으로 야유를 유발하여 지지자들이 그들의 발언에 격분하여 그들을 폭행하도록 만들었다.

### 개인적인 모욕과 조롱
많은 선동가들은 상대를 조롱하거나 모욕하는 것이 경쟁 아이디어에 대한 이성적인 숙고를 중단시키는 간단한 방법이라는 것을 발견했다. 특히 정교하지 않은 청중에게는 더욱 그렇다. 예를 들어, "쇠스랑 벤" 틸먼은 개인적인 모욕의 대가였다. 그는 그로버 클리블랜드 대통령을 "늙은 고깃덩어리"라고 부르며 워싱턴에 쇠스랑을 가져가 "그의 늙고 뚱뚱한 갈비뼈를 찔러댈" 것이라고 다짐한 연설에서 자신의 별명을 얻었다. 제임스 킴블 바더만은 시어도어 루스벨트 대통령을 끊임없이 "흑인 취향의 인종간 결합주의자"라고 불렀고, 한 번은 신문에 "크고, 뚱뚱하고, 익은, 썩은 흑인 16명"이 루스벨트가 미시시피를 방문하는 동안 그와 잠자리를 함께 할 것이라는 광고를 냈다.
흔한 선동적 기술은 상대방의 이름 대신 또는 상대방의 이름과 함께 반복해서, 연설마다 모욕적인 별명을 붙이는 것이다. 예를 들어, 제임스 커리는 상원 공화당 상대인 헨리 캐벗 로지 주니어를 "꼬마 소년 블루"라고 불렀다. 윌리엄 헤일 톰프슨은 시카고 시장 상대인 안톤 체르막을 "토니 발로니"라고 불렀다. 휴이 롱은 고령의 상원 상대인 조지프 E. 랜즈델을 "늙은 먼지떨이"라고 불렀다. 조 매카시는 딘 애치슨 국무장관을 "패션의 빨갱이 딘"이라고 부르기를 좋아했다. 별명과 기타 유머러스한 욕설을 사용하는 것은 추종자들의 주의를 당대의 중요한 공공 문제에 대한 신중한 숙고에서 벗어나게 하고, 대신 쉽게 웃음을 유발한다.:309–314

### 상스러운 행동과 터무니없는 행동을 보이기
입법 기관은 보통 열정을 가라앉히고 이성적인 숙고를 장려하기 위한 진중한 예의 기준을 가지고 있다. 많은 선동가들은 확립된 질서와 상류층의 품위 있는 방식을 무시하고 있다는 것을 명확히 보여주기 위해, 또는 단순히 그것이 가져다주는 관심을 즐기기 위해 터무니없이 예의 기준을 위반한다. 일반 대중은 선동가를 혐오스러워할 수 있지만, 선동가는 상류층이 자신을 경멸하는 것을 이용하여 권력자들에게 수치심을 느끼거나 위협받지 않을 것임을 보여줄 수 있다.
예를 들어, 휴이 롱은 다른 사람들이 가장 격식을 갖춘 복장을 했을 때도 매우 품위 있는 자리에 잠옷을 입고 나타난 것으로 유명했다. 그는 한때 정치적 조종자들과의 회의에서 자신의 규칙을 정할 때 호텔 스위트룸에서 "벌거벗은 채" 서 있었다. 롱은 "...오로지 자신에게만 전념했다. 그는 자신이 있는 모든 장면과 주위의 모든 사람을 지배해야 했다. 그는 관심을 갈구했고 그것을 얻기 위해 거의 어떤 길이든 갈 것이었다. 그는 대담한 행동이 가혹하고 심지어 야만적일지라도 사람들을 조종할 수 있는 상태로 충격을 줄 수 있다는 것을 알았다." 그는 "...홍보를 추구하는 데 너무나 뻔뻔했고, 언론 보도를 얻는 데 너무나 능숙해서 곧 다른 동료들을 모두 합친 것보다 더 많은 언론과 청중의 관심을 끌었다."
고대 그리스에서 아리스토텔레스는 2천여 년 전에 클레온의 무례한 행동을 지적했다: "[클레온은] 연단에서 소리를 지르고, 욕설을 사용하고, 망토를 두른 채 연설한 최초의 인물이었지만, 다른 모든 사람들은 적절한 복장과 태도로 연설했다."

### 소박한 자세
선동가들은 종종 자신들이 표를 얻으려는 사람들처럼 소박하고 평범한 시민인 척 행동하는 모습을 보인다. 미국에서는 많은 사람들이 소박한 별명을 사용했다: 윌리엄 H. 머리(1869–1956)는 "알팔파 빌"이었고; 보스턴의 제임스 M. 컬리(1874–1958)는 "우리의 짐"이었으며; 엘리슨 D. 스미스(1864–1944)는 "코튼 에드"였고; 부부 선동가 팀인 미리엄과 제임스 E. 퍼거슨은 "엄마와 아빠"로 불렸으며; 텍사스 주지사 W. 리 오다니엘(1890–1969)은 "파피-패스-더-비스킷츠"였다.:303–304, 306–307
조지아 주지사 유진 탤머지(1884–1946)는 행정관저 마당에 헛간과 닭장을 지어놓고, 가축의 울음소리와 가금류의 꼬꼬댁 소리를 듣지 않으면 밤에 잠을 잘 수 없다고 큰소리로 설명했다.:303–304, 306–307:188–189 농부들 앞에서는 담배를 씹고 시골 억양을 흉내 냈는데—그 자신은 대학 교육을 받았음에도—"불필요한 장식"과 "흑인을 사랑하는 외국인"에 대해 비난했다. 탤머지는 "외국인"을 "조지아의 확립된 전통에 반하는 아이디어를 강요하려는 사람"으로 정의했다. 도시 청중 앞에서는 그의 문법과 어휘가 더 세련되었다.:197 탤머지는 화려한 빨간색 멜빵을 착용하고 연설 중 강조를 위해 튕기는 것으로 유명했다.:184 그의 책상 위에는 성경, 주 재정 보고서, 시어스-로벅 카탈로그 등 주지사에게 필요한 모든 것이라고 큰소리로 방문객들에게 말했던 세 권의 책이 놓여 있었다.:197
휴이 롱은 자신을 "킹피쉬"라고 부르고 루이지애나 북부를 방문할 때 폿 리커를 꿀꺽 마시며 자신의 보잘것없는 뿌리를 강조했다. 그는 한때 자신의 이름이 워싱턴 소셜 레지스터에서 삭제되어야 한다고 요구하는 보도 자료를 발행했다. "알팔파 빌"은 농업 용어를 사용하여 자신의 시골 배경을 사람들에게 상기시키는 것을 잊지 않았다: "나는 곧은 고랑을 갈고 모든 그루터기를 폭파할 것이다. 서민과 나는 이 모든 더러운 무리를 물리칠 수 있다.":303–304, 306–307

### 지나친 단순화
선동가들은 인내심 있는 추론과 분석이 필요한 복잡한 문제들을 마치 단순한 한 가지 원인에서 비롯되었거나 단순한 한 가지 해결책으로 해결될 수 있는 것처럼 다룬다. 예를 들어, 휴이 롱은 미국의 모든 경제 문제가 단지 "부의 공유"만으로 해결될 수 있다고 주장했다. 히틀러는 독일이 제1차 세계 대전에서 패배한 것은 오직 "배후에서 칼에 찔렸기" 때문이라고 주장했다. 희생양 삼기(위)는 지나친 지나친 단순화의 한 형태이다.

### 언론 공격
언론이 보도하는 사실 정보가 선동가의 주장과 지지자들 사이에서의 입지를 약화시킬 수 있기 때문에, 현대 선동가들은 언론을 무분별하게 공격해 왔다. 때때로 선동가들은 자신에게 반대하는 신문사에 대한 폭력을 촉구하기도 했다. 일부는 언론이 돈 있는 이익 집단이나 외국 세력의 비밀스러운 하수인으로 활동하거나, 신문사가 자신에게 개인적인 원한을 가지고 있다고 주장했다. 휴이 롱은 뉴올리언스 타임스-피카이운과 아이템이 "매수되었다"고 비난했으며, 경호원들을 시켜 기자들을 거칠게 다루게 했다. 오클라호마 주지사 "알팔파 빌" 머레이(1869–1956)는 한때 데일리 오클라호만 사무실에 폭탄을 투하할 것을 촉구했다. 조 매카시는 크리스천 사이언스 모니터, 뉴욕 포스트, 뉴욕 타임스, 뉴욕 헤럴드 트리뷴, 워싱턴 포스트, 세인트루이스 포스트-디스패치 등 미국의 주요 신문사들을 크렘린의 통제하에 있는 "공산주의 비방지"라고 비난했다.:309–314

## 권력 행사
| “ |  | ” |

### 일인 통치 확립, 법치주의 전복
행정직에 오른 선동가들은 종종 공식적으로 권한을 확대하는 법률을 통과시키고, 헌법적 권한에 관계없이 자신들의 명령이 따르도록 부패와 비공식적 압력 네트워크를 구축하는 등 사실상, 그리고 법률적으로 자신의 권력을 신속하게 확대하려 했다.
예를 들어, 히틀러는 총리로 임명된 지 두 달 만에 자신의 권력에 대한 모든 헌법적 제한을 해체했다. 그는 거의 매일 혼란스러운 행위를 통해 국가를 불안정하게 만들고, 더 많은 권력을 장악하는 것을 정당화할 점점 더 강력한 이유를 제공함으로써 이를 달성했다. 히틀러는 1933년 1월 30일에 임명되었다; 2월 1일에는 국가사회주의 독일 노동자당이 해산되었다; 2월 27일에는 국가사회주의 의사당 건물이 불탔다; 2월 28일에는 국가사회주의 의사당 방화령이 히틀러에게 비상 권한을 부여하고 시민의 자유를 정지시켰다; 3월 5일에는 새로운 총선이 실시되었다; 3월 22일에는 최초의 강제 수용소가 개설되어 정치범들을 수용했다. 3월 24일에는 전권 위임법이 통과되어 히틀러에게 완전한 입법권을 부여함으로써 모든 헌법적 제약이 해소되고 히틀러가 절대 독재자가 되었다. 그 이후에도 권력 통합은 계속되었다; 나치즘 초기 연표를 참조하라.
지역 선동가들조차도 자신의 지역구에 대해 일인 통치, 또는 그에 거의 근접한 통치를 확립했다. "금권 정치의 비열한 늑대들"에 대한 가난한 시골 지역의 적개심에 호소하여 오클라호마 주지사로 선출된 선동가 "알팔파 빌" 머레이는 "백만장자들에게 개방된 계절을 만들겠다"고 약속했다.:121 오클라호마 헌법 제정 회의를 주재했음에도 불구하고, 머레이는 입법부나 법원이 방해할 때마다 행정 명령으로 통치하며 헌법을 상습적으로 위반했다. 연방 법원이 자신에게 불리한 판결을 내리자, 그는 주 방위군에 의존하여 승리했으며, 심지어 군용 모자와 권총을 착용하고 직접 병력을 지휘하고—그 대결이 영화 카메라로 촬영되도록 조치했다.:115–116 머레이는 기존 소득세법을 자신의 것으로 대체하고, 모든 교육 위원회 위원을 임명할 권한을 자신에게 부여하며, 기업 소유 토지를 취득하고, 예산에 대한 비상한 권한을 자신에게 부여하는 네 가지 이니셔티브 세트로 주지사 권한을 확대하려고 시도했지만, 이들은 좌절되었다.:114–115

### 무능한 심복을 고위직에 임명하기
선동가들은 종종 직무 능력을 고려하지 않고 개인적인 충성심을 바탕으로 고위직에 사람들을 임명하여 뇌물과 부패의 엄청난 길을 열어준다. "알팔파 빌" 머레이의 주지사 선거 운동 중, 그는 부패와 부자들을 위한 특혜를 단속하고, 주 의사당의 서기직 절반을 없애고, 가족을 임명하지 않고, 주 소유 차량 수를 800대에서 200대로 줄이며, 상업 노동과 경쟁하기 위해 죄수 노동을 사용하지 않고, 사면권을 남용하지 않겠다고 약속했다. 취임하자마자 그는 부유한 후원자들과 20명의 친척을 고위직에 임명하고, 더 많은 차량을 구매했으며, 죄수들을 이용하여 얼음을 판매하고 의사당 건물을 청소하게 했고, 다른 모든 약속을 위반했다. 주 감사관이 주 공무원 명단에 1,050명의 새로운 직원이 추가되었다고 지적하자, 머레이는 단순히 "그냥 빌어먹을 거짓말"이라고 말했다. 모든 권력 남용에 대해 머레이는 "국민의 주권적 의지"로부터 위임을 받았다고 주장했다.:112–115

## 유명한 역사 속 선동가

### 고대사

#### 클레온
아테네의 지도자 클레온은 투키디데스와 아리스토파네스의 저술에서 묘사된 세 가지 사건 때문에 종종 선동가로 언급된다.
첫째, 미틸리니시의 봉기가 실패한 후, 클레온은 아테네인들을 설득하여 미틸레네인 포로들뿐만 아니라 도시의 모든 남자를 학살하고, 그들의 아내와 아이들을 노예로 팔도록 했다. 아테네인들은 다음 날 정신을 차리고 그 결의안을 철회했다.
둘째, 아테네가 펠로폰네소스 함대를 스팍테리아 전투에서 완전히 격파하고 스파르타가 거의 모든 조건에서 평화를 간청할 수밖에 없게 되자, 클레온은 아테네인들을 설득하여 평화 제안을 거부하도록 했다.
셋째, 그는 스팍테리아 전쟁을 신속하게 종결시키지 못한 아테네 장군들을 비겁하다고 비난하며 조롱했고, 군사 지식이 전혀 없음에도 불구하고 자신이 20일 안에 일을 끝낼 수 있다고 선언했다. 그들은 그가 실패할 것을 예상하고 그에게 그 일을 맡겼다. 클레온은 자신의 허세를 실현하라는 요구에 위축되어 빠져나가려 했지만, 지휘를 맡을 수밖에 없었다. 사실 그는 성공했다—데모스테네스 장군을 시켜 그 일을 하게 함으로써, 이전에 그를 뒤에서 비방했던 것과는 달리 이제는 존경심을 가지고 그를 대했다. 3년 후, 클레온과 그의 스파르타인 상대 브라시다스는 암피폴리스 전투에서 전사했고, 이는 제2차 펠로폰네소스 전쟁이 발발할 때까지 지속된 평화의 회복을 가능하게 했다.
현대 평론가들은 투키디데스와 아리스토파네스가 클레온의 실제 성격의 사악함을 과장했다고 의심한다. 두 사람 모두 클레온과 개인적인 갈등이 있었고, 기사들은 클레온의 이름을 언급조차 하지 않는 풍자적, 우의적 코미디이다. 클레온은 상인이자 가죽 염색공이었다. 투키디데스와 아리스토파네스는 상류층 출신으로 상업 계층을 낮잡아 보는 경향이 있었다. 그럼에도 불구하고 그들의 묘사는 "선동가" 또는 "폭도 선동가"의 전형적인 예를 정의한다.

#### 알키비아데스
알키비아데스는 펠로폰네소스 전쟁 중 아테네 시민들에게 시칠리아를 정복하려 시도하도록 설득했고, 이는 비극적인 결과를 낳았다. 그는 승리가 쉽게 올 것이라고 주장하고, 아테네인들의 허영심에 호소하며, 숙고보다 행동과 용기를 강조함으로써 아테네 민회가 자신을 사령관으로 지지하도록 이끌었다. 알키비아데스의 원정은 라이벌들의 정치적 술책으로 인해 그가 지휘권을 박탈당하지 않았다면 성공했을 수도 있다.

#### 가이우스 플라미니우스
가이우스 플라미니우스는 제2차 포에니 전쟁 중 트라시메노호 전투에서 한니발에게 패배한 것으로 가장 잘 알려진 로마의 집정관이었다. 한니발은 상대방을 이해했기 때문에 이 전투에서 결정적인 결정을 내릴 수 있었다. 플라미니우스는 폴리비오스의 저서 역사에서 "플라미니우스는 선동술에 대한 탁월한 재능을 가지고 있었다..."라고 선동가로 묘사되었다. 플라미니우스가 그렇게 부적합했기 때문에 그는 전투에서 15,000명의 로마인들과 자신을 포함한 목숨을 잃었다.

### 현대 시대

#### 아돌프 히틀러

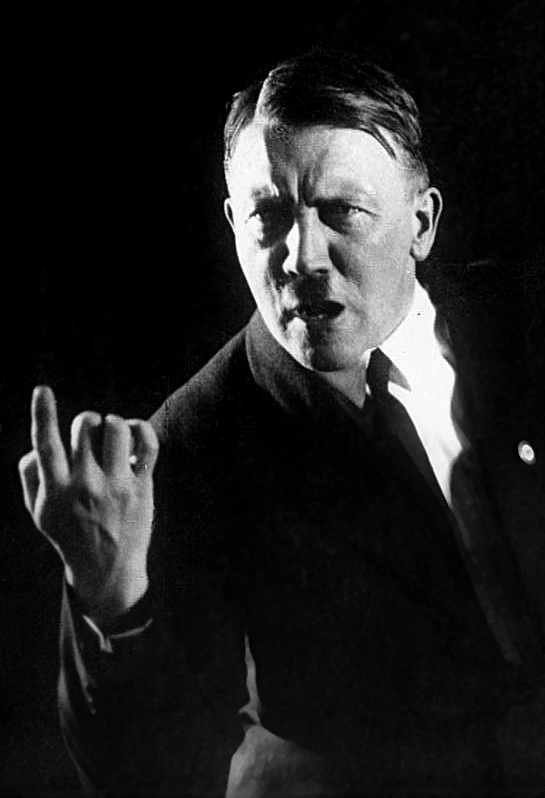
1927년 하인리히 호프만이 촬영한 아돌프 히틀러, 웅변 제스처를 연습 중. 분데스아르히프

현대사에서 가장 유명한 선동가인 아돌프 히틀러는 1923년 실패한 뮌헨 폭동에서 대중의 지지가 아닌 무력으로 바이에른 정부를 전복하려 시도했다. 감옥에 있는 동안 히틀러는 새로운 전략을 선택했다: 대중 운동을 육성하여 민주적으로 정부를 전복하는 것. 폭동 이전에도 히틀러는 나치당의 강령을 의식적으로 독일 하류층의 분노에 호소하도록 수정하여, 부유층에 대한 그들의 분노에 호소하고 독일의 단결과 중앙 권력 강화를 요구했다. 히틀러는 즉각적인 인기 증가에 기뻐했다.:143–148
히틀러가 감옥에 있는 동안 나치당의 득표율은 100만 표로 떨어졌고, 1924년 히틀러가 석방되어 당을 재건하기 시작한 후에도 계속 떨어졌다. 그 후 몇 년 동안 히틀러와 나치당은 일반적으로 독일에서 웃음거리로 여겨졌고, 더 이상 국가에 대한 위협으로 심각하게 받아들여지지 않았다. 바이에른 총리는 당에 대한 지역의 금지령을 해제하며 "야수는 통제되었다. 우리는 사슬을 느슨하게 할 여유가 있다"고 말했다.:143–148
1929년, 대공황이 시작되면서 히틀러의 포퓰리즘은 효과를 발휘하기 시작했다. 히틀러는 일반 독일인들의 경제적 어려움을 이용하기 위해 나치당의 강령을 업데이트했다: 베르사유 조약을 거부하고, 부패 척결을 약속하며, 모든 독일인에게 일자리를 제공하겠다고 맹세했다. 1930년에 나치당은 20만 표에서 640만 표로 늘어나 의회에서 두 번째로 큰 정당이 되었다. 1932년에는 나치당이 의회에서 가장 큰 정당이 되었다. 1933년 초, 히틀러는 총리로 임명되었다. 그는 국가사회주의 의사당 화재 사건을 이용하여 정치적 반대자들을 체포하고 군대에 대한 통제권을 강화했다. 몇 년 안에, 대중의 민주적 지지를 받으며 히틀러는 독일을 민주주의에서 완전한 독재 체제로 전환시켰다.:143–148

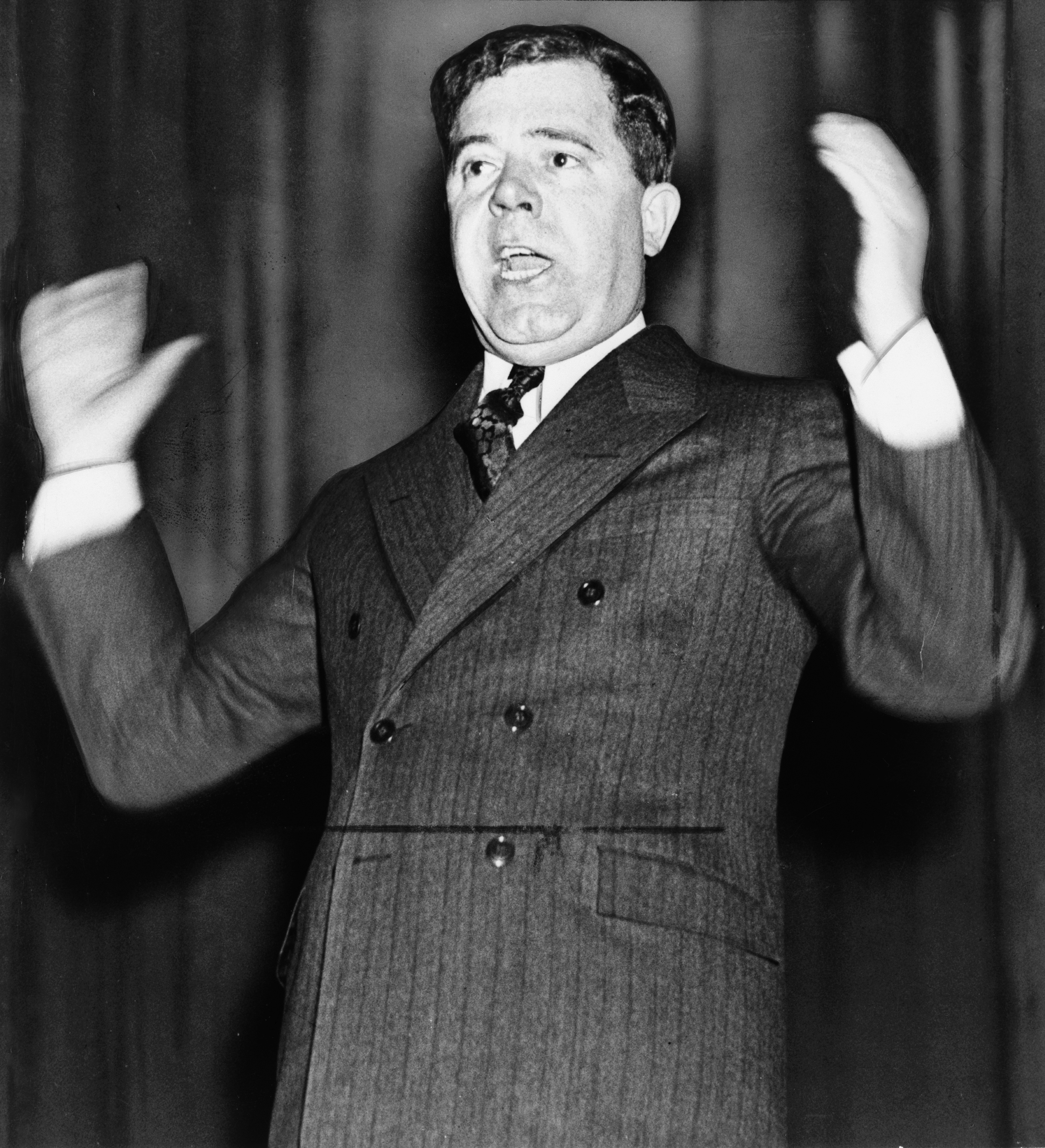
루이지애나 주지사 휴이 롱

#### 휴이 롱
휴이 롱은 "킹피쉬"라는 별명을 가진 미국의 정치인으로, 1928년부터 1932년까지 루이지애나 주지사를 지냈고, 1932년부터 1935년 암살당할 때까지 미국 상원 의원을 지냈다. 그는 포퓰리즘 성향의 민주당원이자 대공황 시기 프랭클린 D. 루스벨트 대통령과 그의 뉴딜 정책에 대한 좌익의 비판으로 전국적인 명성을 얻었다. 루이지애나주의 정치 지도자로서 그는 광범위한 지지자 네트워크를 지휘했으며 종종 강력한 조치를 취했다. 논란의 인물인 롱은 포퓰리즘적 박애주의자로 칭송되거나 반대로 파시스트 선동가로 비난받는다.
1928년, 롱이 루이지애나 주지사로 취임하기 전부터 그는 이미 자신의 모든 이니셔티브에 대한 충성스러운 다수를 확보하기 위해 정치적 임명을 감독하고 있었다. 주지사로서 그는 자신에게 개인적으로 충성하지 않는 공무원들을 해임하고 주 위원회로부터 통제권을 빼앗아 모든 계약이 자신의 정치기계에 속한 사람들에게 부여되도록 했다. 공공 서비스 공사 경영진과의 천연가스 대결에서 그는 그들에게 솔직하게 말했다, "덱에는 52장의 카드가 있고 배턴 루지에서 나는 그 52장을 모두 쥐고 있으며 내 마음대로 섞고 나눌 수 있다. 나는 법안을 통과시키거나 폐기시킬 수 있다. 토요일까지 결정할 시간을 주겠다." 그들은 롱에게 굴복했고—그의 계속 확장되는 조직의 일부가 되었다.:247–248
1932년 롱이 상원의원이 되자, 그의 적수인 폴 N. 시르 부지사가 주지사로 취임했다. 롱은 권한 없이 주 경찰에 명령하여 행정관저를 포위하고 시르를 사칭자로 체포했다. 롱은 자신의 동맹인 앨빈 O. 킹을 주지사로 앉혔고, 나중에 O.K. 앨런으로 교체되어 롱의 꼭두각시 역할을 했다. 그리하여 워싱턴에서도 공식적인 권한 없이 롱은 루이지애나에 대한 독재적인 통제권을 유지했다. 뉴올리언스 시장 T. 셈스 웜슬리가 주의 롱의 비상한 권력에 반대하기 시작하자, 롱은 휘하의 판사를 이용하여 갈취를 단속한다는 명분으로 무장 공격을 정당화했다. 롱의 명령에 따라 앨런 주지사는 계엄령을 선포하고 주 방위군을 파견하여 유권자 등록관을 체포했는데, 이는 "선거 사기를 막기 위함"이라고 주장되었다. 그런 다음 투표함을 조작하여 롱은 자신의 의회 후보자들의 승리를 확보했다. 롱 자신의 갈취 작전은 그 후 더욱 커졌다. 그의 "훈련된 꼭두각시" 입법부, 무장 민병대, 정치적 무기로 사용된 과세, 선거에 대한 통제, 그리고 그의 권력을 제한하는 약화된 법원 권한으로 휴이 롱은 루이지애나에서 독재자와 비교될 만한 방식으로 통제력을 유지했다.:258–261

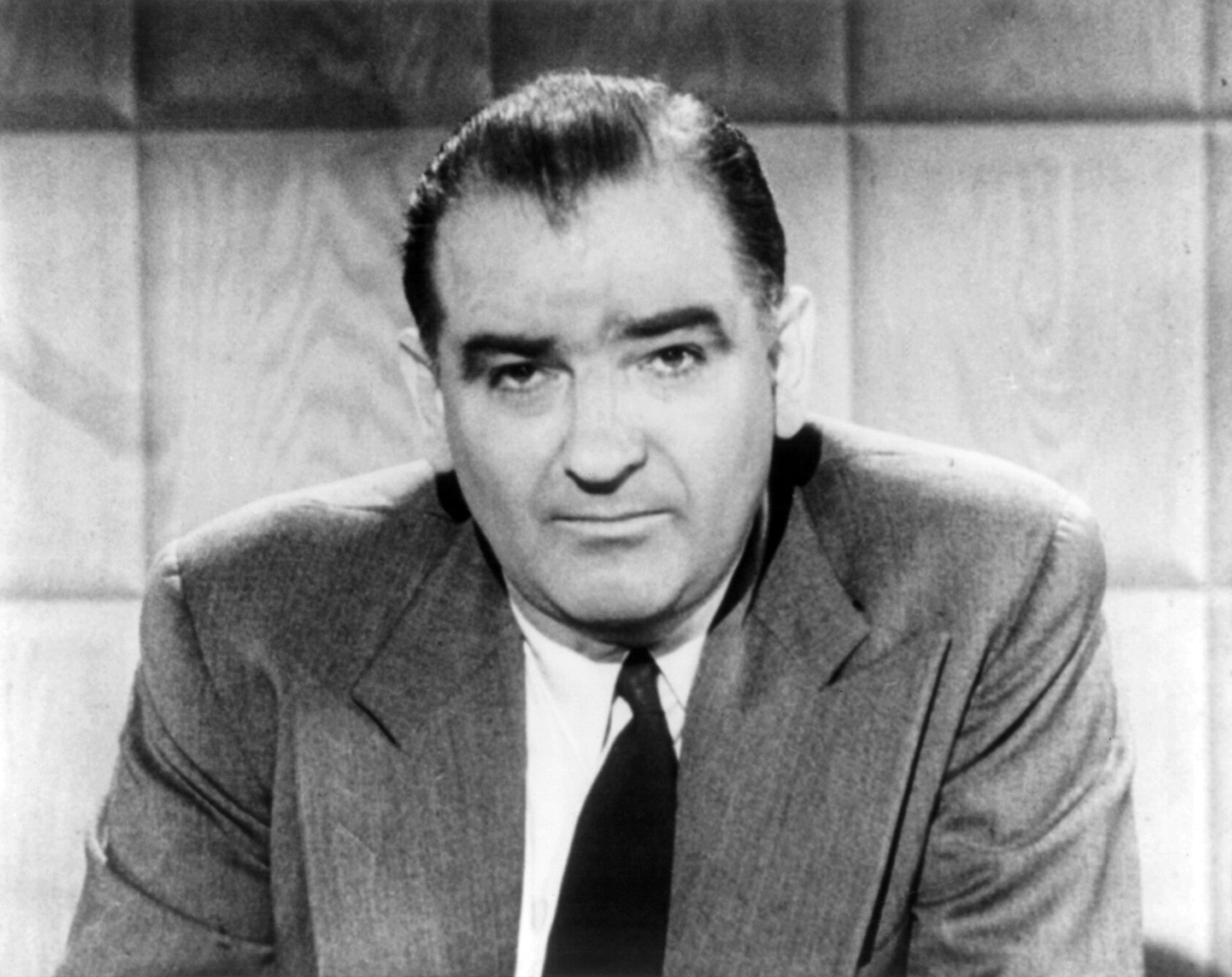
미국의 선동가 조지프 매카시 상원의원

#### 조지프 매카시
조지프 매카시는 1947년부터 1957년까지 위스콘신주 출신 미국 상원의원이었다. 비록 웅변가로서 좋지 못했지만, 매카시는 1950년대 초반에 미국의 연방 정부와 군대 고위층이 공산주의자들로 "오염"되었다고 선언하며 전국적인 명성을 얻었고, 이는 두 번째 "적색 공포"에 기여했다. 궁극적으로 그의 주장에 대한 증거를 제시하지 못하고 미국 육군에 대한 공개적인 공격은 1954년 육군-매카시 청문회로 이어졌고, 이는 상원의 견책과 인기 하락으로 이어졌다.

#### 도널드 트럼프
여러 출처에서 도널드 트럼프를 선동가로 묘사했다.

## 긍정적 선동술

### 전술적 선동술
일부 학자들은 선동술이 반드시 나쁜 형태의 리더십과 수사학이라는 통념에 이의를 제기해 왔다. 예를 들어, 찰스 U. 주그는 저서 '미국 정치의 선동가들'에서 선동술이 정치 개혁을 위한 광범위한 전략에 통합되고 정치적 변화에 대한 강력한 논리와 결합될 경우 정당하고 심지어 좋을 수도 있다고 주장한다. 주그는 선동가들이 사악한 의도(예: 억제되지 않는 권력욕)에 의해 동기 부여된다고 가정하는 고전적 또는 전통적 선동술 접근 방식과 선동가들이 정치적 목표를 달성하기 위해 사용하는 외적인 말과 행동에 초점을 맞추는 현대적 접근 방식을 대조한다. 관련하여, 프린스턴 고전학자 멜리사 레인은 소크라테스 이전 고대에는 선동가들이 본질적으로 좋지도 나쁘지도 않은 것으로 간주되었으며, 오히려 (과두 정치에 반대하는) 평민의 옹호자였다고 주장했다. 주그는 선동술을 본질적으로 부정적인 관행으로 인식하는 것이 정치 행위자들에게 "선동가"라는 꼬리표를 무기화하도록 유인한다고 주장했다; 결과적으로 셰이즈의 난의 지도자라고 알려진 대니얼 셰이즈와 같은 다른 무고한 희생자들이 사악하고 무자비한 지도자로 부정확하게 낙인찍힐 수 있다고 주장했다.

### 헌법 기관에서의 선동술
주그는 또한 선동술이 다른 기관의 공무원들에 의해 사용될 때 다른 의미를 띤다고 주장한다; 예를 들어, 미국 연방 판사들은 입법자들보다 선동술을 사용하는 것에 대해 더 면밀히 조사되어야 하는데, 이는 잘 재판하는 행위, 즉 법적 분쟁을 판결하는 것이 대중에게 직접적인 호소를 요구하지 않기 때문이다. 대조적으로, 효과적인 의원이 되려면 지역구를 옹호하고 (재)선출되어야 하며; 이러한 책임은 다시 대중에게 직접적인 호소를, 때로는 선동술을 요구한다.

## 같이 보기
- 권위주의
- 거짓 선동
- 카리스마적 권위
- 클레오폰
- 개인숭배
- 데마데스
- 파이어호싱
- 히페르볼루스
- 여기에서는 일어날 수 없다
- 라카레스
- 다수주의
- 자기애적 리더십
- 오클로크라시
- 피리 부는 사나이
- 사회 지배 지향성
- 스트롱맨
- 유해한 리더
- 포퓰리즘

## 더 읽어보기
- 베렌트, 이반 T. (2020). 《대중 선동가들의 한 세기》. 부다페스트; 뉴욕: 중앙유럽대학교 출판부. ISBN 978-9633863343. OCLC 1121286642. 18명의 유럽 초상화, 1918–2018
- 로버츠-밀러, 패트리샤 (2017). 《선동술과 민주주의》. 디 익스페리먼트. ISBN 978-1615194087. OCLC 999728644.
- 루스, 조슈아 M. (2020). 《새로운 선동가들: 종교, 남성성, 그리고 포퓰리즘 시대》. 밀턴: 테일러 & 프랜시스. ISBN 978-0429775253. OCLC 1202454249.
- 스트레스구스, 토머스 (1995). 《증오 선동가와 선동가 (인물)》. 올리버 프레스. ISBN 978-1881508236. OCLC 1035145406.
- 주그, 찰스 U. (2022). 미국 정치의 선동가들. 뉴욕: 옥스포드 대학교 출판부. ISBN 978-0197651957, OCLC 1319827145.